# Pallacanestro agli Island Games 2019 - Torneo femminile
Il torneo di Pallacanestro femminile agli Island Games 2019 si è svolto dal 7 al 12 luglio 2019, a Gibilterra.

## Classifica
| Oro     | Minorca      |
| Argento | Gotland      |
| Bronzo  | Gibilterra   |
| 4.      | Isola di Man |
| 5.      | Isole Cayman |
| 6.      | Guernsey     |
| 7.      | Jersey       |